# منتخب بيرو لكرة اليد للسيدات
منتخب بيرو لكرة اليد للسيدات (بالإسبانية: Selección femenina de balonmano de Perú)‏ هو ممثل بيرو الرسمي في المنافسات الدولية في كرة اليد للسيدات
.